# Arsinoe (córka Leukipposa)
Arsinoe (gr. Ἀρσινόη Arsinóē, łac. Arsinoe) – w mitologii greckiej królewna meseńska.
Uchodziła za córkę Leukipposa oraz siostrę Fojbe i Hilajry. Według mitu meseńskiego miała z bogiem Apollinem, który był jej kochankiem, syna Asklepiosa.